# За пределами. Семьдесят первый (фильм)
«За пределами. Семьдесят первый» — российский документальный фильм режиссёра Дмитрия Плотникова, вышедший на экраны 18 апреля 2024 года.
Входит в серию документальных фильмов об экстремальных видах спорта: «За пределами. Оставить след» о маунтинбайке на Камчатке, «За пределами. Над водой» о вейкбординге и «За переделами. Снежные псы» о гонках на собачьих упряжках.

## Сюжет
Лента рассказывает о дрифтере из Петропавловск-Камчатского Алексее Козлове, о его начале увлечения дрифтом, о влиянии фильма «Тройной форсаж: Токийский дрифт» и об успехах и неудачах пилота в сезоне Российской Дрифт Серии Европа 2023 года за рулем Toyota Cresta в кузове JZX71.

## Название фильма
Название фильма содержит стартовый номер Алексея Козлова в сезоне РДС Европа 2023, который был выбран в соответствии с индексом кузова автомобиля, используемом Алексеем в соревнованиях 2023 года. Однако в сезоне 2022 года пилот выступал на Mark II в кузове JZX100 под номером 41, который соответствует коду ГИБДД Камчатского края. Номер 71 в 2022 году использовал блогер Сергей Стилов, который согласился уступить номер Алексею.